# Puente Rodolfo Robles
El Puente Internacional Rodolfo Robles es un puente sobre el río Suchiate entre Ciudad Hidalgo, en el estado de Chiapas, México y Ciudad Tecún Umán en Guatemala. El puente lleva el nombre de Rodolfo Robles, médico guatemalteco que describió por primera vez la oncocercosis.